# Il sangue di Cartagine
Il sangue di Cartagine è un volume di fumetti dedicato alle avventure di Buffy Summers, la protagonista della serie televisiva Buffy l'ammazzavampiri.
Il volume raccoglie i fumetti dal 21 al 25 della serie regolare pubblicata dalla Dark Horse Comics. Annunciato nel 2009 dalla casa editrice Free Books (che in quel periodo deteneva i diritti d'autore italiani), non è poi mai stato pubblicato ed è tuttora inedito in Italia.
La storia è ambientata all'inizio della quarta stagione televisiva.

## Trame

### Parte 1
- Testi: Christopher Golden
- Disegni: Cliff Richards, Chynna Clugston-Major (per i flashback di Willow e Xander)
- Inchiostro: Joe Pimentel
- Colori: Guy Major
- prima pubblicazione USA: Buffy the vampire slayer #21 - The blood of Carthage part 1 (maggio 2000)

Buffy, Xander e Willow trascorrono una giornata al mare dove ritrovano Joe Burgess e Felicia, vecchi amici del liceo. Al loro ritorno vedono la macchina di Joe incidentata contro un albero e i due ragazzi in fin di vita. Joe riesce a raccontare di essere stati attaccati da Mad Jack, una leggenda locale di un misterioso uomo nero. La sera seguente Buffy e Giles vengono condotti nel locale di Willy dove un misterioso demone ha compiuto una strage. Mentre il resto della Scooby-gang fa ricerche, la Cacciatrice è di ronda e viene attaccata da un demone. Credendo si tratti del misterioso Mad Jack, Buffy lo uccide ma l'indomani si scopre che un altro ragazzo è stato colpito dal modus operandi dell'uomo nero in un orario successivo alla lotta di Buffy. Mad Jack è ancora in circolazione e Willow mostra di sapere qualcosa sull'argomento, qualcosa che proviene dal passato.
- Collegamenti: Felicia compare nel fumetto "Buffy #5 - Bianco Natale" (Ospiti inattesi). Joe Burgess invece in "Stinger" (Play with fire). Il ragazzo trovato morto è Brad, già apparso in "Buffy #16 - Catena alimentare parte 2" (Catena alimentare).

### Parte 2
- prima pubblicazione USA: Buffy the vampire slayer #22 - The blood of Carthage part 2 (giugno 2000)

Mentre Buffy dimostra di perdere sempre più fiducia nel suo futuro al college, prosegue assieme a Giles, Xander e Willow le indagini sul misterioso Mad Jack. A Sunnydale giunge un nuovo demone chiamato Serse il cieco. Viene affrontato e messo in fuga da Spike dopo aver però già compiuto una nuova strage di demoni. Dopo aver attaccato anche Anya ed essere stato nuovamente messo in fuga da Buffy, finalmente l'Osservatore ha un indiziato su cui concentrare le ricerche.
Serse appartiene ad una setta demoniaca chiamata "Il sangue di Cartagine" capeggiata da un demone di nome Vraka giunto anch'esso segretamente a Sunnydale in cerca di vendetta.

### Parte 3
- Disegni: Paul Lee e Brian Horton (per i flashback di Willow e Xander)
- prima pubblicazione USA: Buffy the vampire slayer #23 - The blood of Carthage part 3 (luglio 2000)

Per avere notizie più dettagliate sul modus operandi di questa setta, Willow richiama lo spirito di Lucy Hanover, una cacciatrice del XIX secolo ora guardiana delle anime perse: veniamo a sapere da lei che nella baia di Sunnydale è imprigionato un antico demone chiamato Ky-Laag; è lui il misterioso Mad Jack; Vraka e tutta la setta avevano lasciato un guardiano a vigilare ma si tratta del demone che ha attaccato Buffy e che lei ha eliminato. Presa dal senso di colpa, la cacciatrice parte subito per la ronda ma viene attaccata da Serse e da Vraka, mentre un altro suo scagnozzo affronta Spike subito dopo che il vampiro si era rivolto a Giles, Xander e Willow per uno scambio di favori.

### Parte 4
- prima pubblicazione USA: Buffy the vampire slayer #24 - The blood of Carthage part 4 (agosto 2000)

Venezia, fine XIX secolo. Drusilla viene catturata da una setta di demoni e Spike si rivolge a Vraka per ottenere aiuto, promettendogli un libro di cui però non è possesso. Liberata la compagna, i due fuggono senza mantenere la promessa al demone che da allora aspetta di vendicarsi. Nonostante questo, Vraka capisce di non poter affrontare Ky-Laag da solo ed è disposto ad allearsi con Spike ed una altrettanto riluttante Buffy. Un esercito di guerrieri però non è sufficiente: serve anche l'Occhio di Persia che Giles e Willow recuperano a New York nonostante il volere contrario del Consiglio degli Osservatori.
- Collegamenti. Il gesto risoluto di Giles contro gli esponenti del Consiglio scatenerà delle conseguenze che verranno raccontate nel fumetto one-shot Giles: Oltre il confine.

### Parte 5
- prima pubblicazione USA: Buffy the vampire slayer #25 - The blood of Carthage part 5 (settembre 2000)

Vraka ha un conto in sospeso con Ky-Laag, un conto vecchio di oltre 2000 anni, risalente a quando i Romani conquistarono Cartagine di cui lui era signore oscuro. Fu il generale Scipione l'Emiliano ad evocare il demone pur di conquistare la città. A questo punto Ky-Laag non poteva più essere sconfitto ma solo confinato in una prigione mistica. Lo stesso rituale viene ripetuto da Giles, Willow e Anya mentre gli altri lottano contro il demone. Lucy Hanover corre in aiuto di Buffy, preoccupata che la ragazza sia ormai rassegnata ad essere solo una fredda cacciatrice senza più una briciola di umanità. Il suo timore di vederla comparire nelle anime perse di cui è guardiana convince Buffy a tornare indietro sulla sua decisione di abbandonare l'università.